# Лопатки (Воронежская область)
Лопатки — село в Рамонском районе Воронежской области.
Входит в состав Берёзовского сельского поселения.

## История
Возникло вскоре после основания г. Воронежа. В «Дозорной книге» 1615 г. упоминается как село с церковью. 
В «Писцовой книге»1629 года говорится:  « Село Лопатки на реке Воронеже, за помещики в нем 49 дворов». 
По окладным книгам Рязанской епархии 1776 года в селе числилось 31 двор детей боярских (служилых людей), 126 — крестьянских, 12 бобыльских (одиноких безземельных крестьян. 
Название с. Лопатки произошло предположительно от ремесла первых переселенцев (изготовлении лопат и других изделий из древесины.
В конце XVIII — начале XIX века селом владели дворяне Бунины:  инженер-прапорщик  Бунин Анатолий Дмитриевич,  а после — его сын Николай Анатольевич.

## География

### Улицы
- ул. Зелёная
- ул. Лесная
- ул. Нагорная
- ул. Первомайская
- ул. Садовая
- ул. Солнечная
- ул. Центральная
- пер. Октябрьский

## Население
| 1859 | 1897 | 2010 |
| ---- | ---- | ---- |
| 649  | ↗821 | ↘358 |